# Puccinia dietelii
Puccinia dietelii ist eine Ständerpilzart aus der Ordnung der Rostpilze (Pucciniales). Der Pilz ist ein Endoparasit von Nesselblättern sowie von Dactylotenium aegypticum und der Süßgrasgattung Chloris. Symptome des Befalls durch die Art sind Rostflecken und Pusteln auf den Blattoberflächen der Wirtspflanzen. Sie ist in Afrika und Amerika verbreitet.

## Merkmale

### Makroskopische Merkmale
Puccinia dietelii ist mit bloßem Auge nur anhand der auf der Oberfläche des Wirtes hervortretenden Sporenlager zu erkennen. Sie wachsen in Nestern, die als gelbliche bis braune Flecken und Pusteln auf den Blattoberflächen erscheinen.

### Mikroskopische Merkmale
Das Myzel von Puccinia dietelii wächst wie bei allen Puccinia-Arten interzellulär und bildet Saugfäden, die in das Speichergewebe des Wirtes wachsen. Die Aecien des Pilzes besitzen 15–18 × 12–15 µm große, farblose Aeciosporen mit runzliger Oberfläche. Die gelben bis hellbraunen Uredien der Art wachsen beidseitig auf den Blättern der Wirtspflanze. Ihre farblosen bis goldenen Uredosporen sind für gewöhnlich eiförmig bis ellipsoid, 17–26 × 15–21 µm groß und fein stachelwarzig. Die beidseitig wachsenden Telien der Art sind schwärzlich, pulverig und früh unbedeckt. Die dunkel haselnussbraunen Teliosporen des Pilzes sind zweizellig, in der Regel breitellipsoid und 24–35 × 17–24 µm groß. Ihre Stiele sind golden und bis zu 75 µm lang.

## Verbreitung
Das bekannte Verbreitungsgebiet von Puccinia dietelii umfasst Afrika und Amerika von Argentinien nordwärts bis in die USA.

## Ökologie
Die Wirtspflanzen von Puccinia dietelii sind für den Haplonten Nesselblätter (Acalypha spp.) sowie Dactylotenium aegypticum und diverse Chloris-Arten für den Dikaryonten. Der Pilz ernährt sich von den im Speichergewebe der Pflanzen vorhandenen Nährstoffen, seine Sporenlager brechen später durch die Blattoberfläche und setzen Sporen frei. Die Art verfügt über einen Entwicklungszyklus mit Telien, Uredien, Spermogonien und Aecien und macht einen Wirtswechsel durch.